# Бладвейн
 Бладвейн  (англ.  Bloodvein River ) — река в Канаде. Длина реки — 306 км.

## География
Река Бладвейн берёт начало на юго-западе провинции Онтарио в провинциальном парке Вудланд Карибу примерно в 600 км северо-западнее Тандер-Бей и в 500 км к северо-востоку от Виннипега, плавно течёт на запад по территории парка, пересекает озеро Артери (Artery Lake) и границу с Манитобой и весь остальной путь течёт по территории парка дикой природы Атикаки, убыстряется, зачастую течёт в узких ущельях шириной меньше 20 метров, образует многочисленные стремнины. Впадает в озеро Виннипег чуть севернее протоки, соединяющей северную и южную часть озера, примерно в 200 км северо-восточнее Виннипега. Высота устья — 235 м над уровнем моря.
Основные притоки: Сасаджиннигак (Sasaginnigak River) и Гаммон (Gammon River). Река Гаммон названа в честь исследователя Альберта Гаммона, нанесшего на карту этот район в 1920-е годы. Своё название река, скорей всего, получила из-за выходов красного гранита близ своего истока.

## Флора и фауна
На территории провинциальных парков обитают редкие виды животных, которым угрожает опасность в других местах Канады, в частности:
- росомаха
- белый пеликан
- лысый орёл
- скопа
- большая серая сова
- лесной карибу

Растут редкие растения:
- крокус прерий
- плавающая калужница болотная

В лесах произрастают наиболее типичные деревья Центрального нагорья Канадского щита: тополь, белая берёза, чёрная ель, сосна, встречается также вяз, дуб и клён; обитают: американский лось, олень, койот, лисица, речная выдра, илька, куница, чёрный медведь, рысь, полосатая сова, полярная гагара, канадский гусь.
В водах реки и озёр водится каштановая минога, которая встречается только в Манитобе, много разновидностей рыб, в том числе северная щука, озёрная форель, осётр, сиг, сом.
Здесь же находится один из символов Канады — Скала Кеноран (Kenoran Rock), которая является самой старой скалой Канады — ей 2600 миллионов лет.
В 1987 году 200-километровый участок реки Бладвейн на территории провинции Манитоба включен в Список охраняемых рек Канады (Canadian Heritage Rivers), в 1998 году в этот же список включён и 106-километровый участок реки в провинции Онтарио.